# 라오스의 코로나19 범유행
다음은 라오스의 코로나19 범유행 현황에 대한 설명이다.

## 배경
세계보건기구(WHO)는 12일 2019년 12월 31일 처음 WHO의 주목을 받았던 중화인민공화국 후베이성 우한시의 한 집단에서 신종 코로나바이러스가 호흡기 질환의 원인임을 확인했다. 이 군단은 처음에 우한화난수산물도매시장과 연결되어 있었다. 그러나 실험실 확정 결과가 나온 그 첫 사례들 중 일부는 시장과 연관성이 없었고, 전염병의 근원은 알려져 있지 않다.
2003년 사스와 달리 코로나19의 경우 치명률은 훨씬 낮았지만, 총 사망자 수가 상당할 정도로 감염 경로는 훨씬 더 컸다. COVID-19는 전형적으로 약 7일 정도의 독감과 유사한 증상을 보이며, 그 후 일부 사람들은 병원에 입원해야 하는 바이러스성 폐렴의 증상으로 발전한다. 3월 19일부터 COVID-19는 더 이상 "높은 결과 감염병"으로 분류되지 않았다.

## 연혁

### 2020년 3월
3월 13일, 지방 당국은 일부 국경 초소를 폐쇄했다.
3월 24일, 라오스는 코로나바이러스에 감염된 마지막 동남아시아 국가가 되면서 첫 두 건의 COVID-19를 확인했다.
3월 26일, 비엔티안 타임스는 세 번째 COVID-19 사건을 확인했다.
3월 27일, 확인된 건수는 6건이다. 루앙프라방 출신 남성 2명과 비엔티안 출신 남성 1명이 더 있다.
3월 28일, 2명이 추가로 확진되어 총 8명이 되었다.
3월 30일, 1명이 추가로 확진되어, 총 확진자는 9명에 이르렀다.

### 2020년 4월
지난 4월 1일 한 명이 추가로 확진되어 총 10명이 되었다.
4월 5일 11번째 확진자는 파푸아뉴기니 출신의 55세 남성으로 알려졌다.
정부는 3월 29일에 폐쇄를 발표했다. 모든 육지 경계선이 폐쇄되었고 루앙프라방과 비엔티안에서 출발한 마지막 비행편이 4월 1일에 일어났다.

### 2020년 5월
5월 18일까지, 더 많은 규제가 완화되어, 외국인 여행자들이 허락하지 않고 국내 여행을 할 수 있게 되었다.

### 2020년 6월
6월 2일, 학생들은 교실로 돌아왔다.
6월 4일, 정부는 외국인 여행객들의 국내 입국을 허용했다.

### 2020년 7월
7월 25일, 새로운 확진자가 한 명 확인되었다. 그 확진자는 대한민국 국적이였다.

## 보조
라오스 타임스는 라오스가 COVID-19와 싸우는 것을 돕기 위해 중국이 의료 전문가, 의료 장비, 의약품 등을 보냈다고 전했다.
3월 27일, 베트남은 10만 달러 상당의 의료 장비를 보내 도움을 제공한다.